# Rio São Domingos (Rio Grande do Sul)
O rio São Domingos é um curso de água do estado do Rio Grande do Sul, no Brasil. É um afluente da margem direita do rio Carreiro. A sua foz está situada entre os municípios de São Domingos do Sul e Casca.